# Кубок Шотландії з футболу 1999—2000
Кубок Шотландії з футболу 1999–2000 — 115-й розіграш кубкового футбольного турніру у Шотландії. Титул вдруге поспіль здобув Рейнджерс.

## Календар
| Раунд        | Дата                                                      | Матчі | Клуби   |
| ------------ | --------------------------------------------------------- | ----- | ------- |
| Перший раунд | листопад 1999                                             | 4+1   | 48 → 44 |
| Другий раунд | 8 січня 2000, 15-29 січня 2000(перегравання)              | 12+4  | 44 → 32 |
| 1/16 фіналу  | 29 січня - 8 лютого 2000, 8-19 лютого 2000 (перегравання) | 16+5  | 32 → 16 |
| 1/8 фіналу   | 19-26 лютого 2000, 22-29 лютого 2000 (перегравання)       | 8+4   | 16 → 8  |
| 1/4 фіналу   | 11-12 березня 2000                                        | 4     | 8 → 4   |
| 1/2 фіналу   | 8-9 квітня 2000                                           | 2     | 4 → 2   |
| Фінал        | 27 травня 2000                                            | 1     | 2 → 1   |

## 1/16 фіналу
| Команда 1           | Рахунок | Команда 2                     |
| ------------------- | ------- | ----------------------------- |
| 29 січня 2000       |         |                               |
| Гарт оф Мідлотіан   | 3:2     | Стенхаузмур (3)               |
| Сент-Міррен (2      | 1:1     | Абердин                       |
| Альбіон Роверз (4)  | 1:2     | Партік Тісл (3)               |
| Фолкерк (2)         | 3:1     | Пітергед (5)                  |
| Арброт (3)          | -:-     | Мотервелл                     |
| Квін оф зе Саут (3) | 0:7     | Лівінгстон (2)                |
| Клайд (3)           | 3:1     | Рейт Роверз (2)               |
| Странрар (3)        | 1:2     | Бервік Рейнджерс (4)          |
| Клайдбанк (2)       | 1:0     | Стерлінг Альбіон (3)          |
| Гіберніан           | 4:1     | Данфермлін Атлетік (2)        |
| Данді               | 0:0     | Ейр Юнайтед (2)               |
| 30 січня 2000       |         |                               |
| Сент-Джонстон       | 0:7     | Рейнджерс                     |
| Грінок Мортон (2)   | 1:1     | Бріхін Сіті (4)               |
| Данді Юнайтед       | 4:1     | Ейрдріоніанс (2)              |
| 5 лютого 2001       |         |                               |
| Кілмарнок           | 0:0     | Аллоа Атлетік (3)             |
| 8 лютого 2001       |         |                               |
| Селтік              | 1:3     | Інвернесс Каледоніан Тісл (2) |

Перегравання
| Команда 1         | Рахунок      | Команда 2         |
| ----------------- | ------------ | ----------------- |
| 8 лютого 2000     |              |                   |
| Абердин           | 2:0          | Сент-Міррен (2)   |
| Бріхін Сіті (4)   | 0:0 пен. 3:4 | Грінок Мортон (2) |
| 9 лютого 2000     |              |                   |
| Аллоа Атлетік (3) | 1:0          | Кілмарнок         |
| 15 лютого 2000    |              |                   |
| Ейр Юнайтед (2)   | 1:1 пен. 7:6 | Данді             |
| 19 лютого 2000    |              |                   |
| Мотервелл         | 2:0          | Арброт (3)        |

## 1/8 фіналу
| Команда 1                     | Рахунок | Команда 2         |
| ----------------------------- | ------- | ----------------- |
| 19 лютого 2000                |         |                   |
| Грінок Мортон (2)             | 0:1     | Рейнджерс         |
| Гіберніан                     | 1:1     | Клайдбанк (2)     |
| Клайд (3)                     | 0:2     | Гарт оф Мідлотіан |
| Бервік Рейнджерс (4)          | 0:0     | Фолкерк (2)       |
| Аллоа Атлетік (3)             | 2:2     | Данді Юнайтед     |
| Партік Тісл (3)               | 2:1     | Лівінгстон (2)    |
| 20 лютого 2000                |         |                   |
| Інвернесс Каледоніан Тісл (2) | 1:1     | Абердин           |
| 26 лютого 2000                |         |                   |
| Мотервелл                     | 3:4     | Ейр Юнайтед (2)   |

Перегравання
| Команда 1      | Рахунок | Команда 2                     |
| -------------- | ------- | ----------------------------- |
| 22 лютого 2000 |         |                               |
| Данді Юнайтед  | 4:0     | Аллоа Атлетік (3)             |
| 29 лютого 2000 |         |                               |
| Клайдбанк (2)  | 0:3     | Гіберніан                     |
| Фолкерк (2)    | 3:0     | Бервік Рейнджерс (4)          |
| Абердин        | 1:0     | Інвернесс Каледоніан Тісл (2) |

## 1/4 фіналу
| Команда 1       | Рахунок | Команда 2         |
| --------------- | ------- | ----------------- |
| 11 березня 2000 |         |                   |
| Гіберніан       | 3:1     | Фолкерк (2)       |
| Ейр Юнайтед (2) | 2:0     | Партік Тісл (3)   |
| 12 березня 2000 |         |                   |
| Рейнджерс       | 4:1     | Гарт оф Мідлотіан |
| Данді Юнайтед   | 0:1     | Абердин           |

## 1/2 фіналу
| Команда 1       | Рахунок | Команда 2 |
| --------------- | ------- | --------- |
| 8 квітня 2000   |         |           |
| Ейр Юнайтед (2) | 0:7     | Рейнджерс |
| 9 квітня 2000   |         |           |
| Гіберніан       | 1:2     | Абердин   |

## Фінал
| 27 травня 2000 |

| Абердин | 0:4      | Рейнджерс                                           |
| ------- | -------- | --------------------------------------------------- |
|         | Протокол | ван Бронкгорст 35' Відмар 47' Доддс 50' Альберц 51' |

| Гемпден-Парк, Глазго Глядачів: 50 865 Арбітр: Джим Макклускі |